# Emile Eid
Emile Eid (Mazraat ed Daher, 15 maart 1925 – Rome, 30 november 2009) was een maronitisch priester en Curiebisschop in Rome. Hij was titulair bisschop van Sarepta dei Maroniti, het hedendaagse plaatsje Al-Sarafand nabij Haifa dat tijdens de Arabisch-Israëlische Oorlog ontvolkt werd in 1948.

## Levensloop
Eid groeide op in Libanon, waar hij geboren werd in Mazraat ed Daher, gelegen in het Libanongebergte. Na zijn wijding tot priester van de maronitische kerk (1951), was hij werkzaam in Libanon. Op de leeftijd van 57 jaar ging hij in dienst van de Romeinse Curie (1982). Hierdoor werd hij titulair bisschop van Sarepta dei Maroniti. Hij was vice-voorzitter van de Pauselijke Commissie voor de herziening van het kerkelijk recht van de Oosterse kerken (1982-2009). In deze functie speelde hij een verbindingsrol met de maronitische patriarch van Antiochië. Eid realiseerde de heropening van het Pauselijk College der Maronieten in Beiroet. Dit priesterseminarie uit de 16e eeuw was gesloten sinds de Tweede Wereldoorlog en werd heropend in het jaar 2000.